# Iurie Bojoncă
Iurie Bojoncă (n. 28 august 1961, în satul Antonești – Suvorov, azi Ștefan Vodă) este un poet din Republica Moldova. Urmează cursurile școalii medii începând cu 1978 și studiază la facultatea de Filologie a Universității pedagogice „Ion Crerangă” din Chișinău (1979-1983). 

## Opera
- Cer cuvântul (1989), Chișinău, Editura Literatura Artistică
- Peștera mâglei (1996), Chișinău, Editura Literatura Artistică
- Teama de scris (2002), Timișoara, Editura Augusta
- Mesaje din ocnele paradisului (2003), Timișoara, Editura Augusta
- Râul Zero și plopul fără soț (2007), Timișoara, Editura Augusta-Artpress
- Dalle prigioni del Paradiso/ Din puscariile Paradisului (2010),Timișoara, Editura ArtPress
- Il motivo dello specchio/ Motivul oglinzii (2016), Roma, Editura  ALETTI EDITORE
- Puzzle sau De ce copacii sunt galbeni (Un roman despre exodul basarabean),  Chișinău (2019), Editura PONTOS
- Spitalul cu îngeri (2023) editura ARC